# HMAS Sydney (D48)
L'HMAS Sydney, que porta el nom de la ciutat australiana de Sydney, va ser un dels tres creuers lleugers de classe Leander modificats operats per la Royal Australian Navy (RAN). Encarregat per a la Royal Navy com a HMS Phaeton, el creuer va ser comprat pel govern australià i rebatejat abans del seu llançament el 1934.
Durant la primera part de la seva història operativa, el Sydney va ajudar a fer complir les sancions durant la crisi d'Abissínia, i a l'inici de la Segona Guerra Mundial va ser assignada a les tasques d'escorta i patrulla de combois a les aigües australianes. El maig de 1940, el Sydney es va unir a la flota britànica de la Mediterrània per a un desplegament de vuit mesos, durant el qual va enfonsar dos vaixells de guerra italians, va participar en múltiples bombardejos a la costa i va donar suport als combois de Malta, mentre va rebre danys mínims i sense baixes. Al seu retorn a Austràlia el febrer de 1941, Sydney va reprendre les tasques d'escorta i patrulla de combois a les aigües d'origen.
El 19 de novembre de 1941, el Sydney es va veure implicat en un enfrontament mútuament destructiu amb el creuer auxiliar alemany Kormoran, i es va perdre amb tots els tripulants (645 a bord). Les restes d'ambdós vaixells es van perdre fins al 2008; el Sydney va ser trobat el 17 de març, cinc dies després del seu adversari. La derrota del Sydney s'atribueix habitualment a la proximitat dels dos vaixells durant el enfrontament i als avantatges de la sorpresa i el foc ràpid i precís de Kormoran. No obstant això, la pèrdua del creuer amb tots els tripulants en comparació amb la supervivència de la majoria dels alemanys ha donat lloc a teories de conspiració que al·leguen que el comandant alemany va utilitzar enginys il·legals per atraure el Sydney a l'abast, que un submarí japonès estava implicat, i que els veritables esdeveniments de la batalla s'amaguen darrere d'un ampli encobriment, malgrat la manca de proves per a aquestes acusacions.

## Construcció i adquisició
La quilla va ser col·locada per Swan Hunter & Wigham Richardson a Wallsend-on-Tyne, Anglaterra, el 8 de juliol de 1933 per a la Royal Navy com a HMS Phaeton, que porta el nom del personatge mitològic grec. No obstant això, el 1934, el govern australià buscava un reemplaçament per al creuer lleuger HMAS Brisbane, i va negociar per comprar el Phaeton mentre encara estava en construcció.
El creuer va rebre el nom de la capital de Nova Gal·les del Sud, i va ser batejat el 22 de setembre de 1934 per Ethel Bruce, l'esposa de Stanley Bruce, antic primer ministre d'Austràlia i llavors alt comissionat d'Austràlia al Regne Unit. El Sydney va ser comissionat a la Reial Marina Australiana el 24 de setembre de 1935, fent el rol amb el del Brisbane, que havia estat posat fora de servei abans d'aquell dia.
Després de l'anunci que Austràlia estava comprant un creuer de construcció britànica, hi va haver crítiques, principalment per part de l'oposició de l'època, que afirmava que aquest vaixell de guerra s'havia de construir utilitzant recursos i mà d'obra australians. Es van donar diversos motius com a resposta per adquirir creuers de fabricació britànica en comptes de fabricats australians: el vaixell ja estava a punt d'acabar-se, l'amenaça de guerra pendent significava que no hi havia prou temps per entrenar els australians en les habilitats necessàries de construcció naval, i el dels dos creuers construïts a les drassanes australianes, un (el HMAS Adelaide) havia trigat set anys a completar-se.

## Disseny
Sydney va ser un dels tres creuers lleugers de classe Leander modificats adquirits per la Reial Marina Australiana a finals de la dècada de 1930. Tot i que el primer vaixell de la classe a unir-se a la Reial Marina Australiana, el Sydney va ser el segon vaixell al que se li va posar la quilla, encara que el primer que es va completar, en el que de vegades es coneixia com la classe Perth: el Perth i l'Hobart operaven amb la Royal navy durant un curt període abans de ser comprats per Austràlia el 1938. Com la majoria dels creuers britànics, els Leander van ser dissenyats per a patrulles de llarg abast, exploració i tasques de protecció de combois.
El desplaçament del Sydney va oscil·lar entre 6.701 tones (lleuger) i 8.940 tones (càrrega completa), amb un desplaçament estàndard de 7.198 tones: les tècniques de fabricació i soldadura millorades van fer que les seves 52 tones fossin més lleugeres que els seus vaixells germans. Tenia una eslora de 530 peus (160 m) entre perpendiculars i 562 peus 4 polzades (171,40 m) en total,  una mànega de 56 peus 8,5 polzades (17,285 m) i un calat amb un desplaçament estàndard entre 15 peus 3 polzades (4,65 m) endavant i 17 peus 3 polzades (5,26 m) a popa.
El vaixell va ser propulsat per quatre calderes de 3 tambors de l'Almirallat, alimentant les turbines d'engranatge de reducció simple Parsons, que subministraven 72.000 cavalls de potència (54.000 kW) als quatre eixos de les hèlixs. A diferència dels primers cinc Leander, que tenien la seva maquinària disposada segons el principi "en línia" (constituït per sis calderes en tres compartiments cap endavant i quatre turbines en dos compartiments més a popa), el Sydney es va dissenyar amb dos grups de maquinària redundants, una pràctica de disseny adoptada per la Marina dels Estats Units. El creuer tenia dues calderes i les turbines per als eixos exteriors endavant, i dues calderes i les turbines per als eixos interiors a popa; com que el vapor de qualsevol caldera es podia encaminar a qualsevol turbina, el vaixell podria continuar operant si un espai estava danyat.
Cada espai tenia la seva pròpia adopció, donant a les naus modificades un perfil diferent al dels primers Leander d'un sol embut; una disposició que va contribuir a la descripció de l'historiador naval Henry Lenton dels Leander modificats com "els creuers més bonics mai construïts per la Royal Navy, amb una simetria que era tan atractiva com funcional."
El Sydney i els seus vaixells germans es van construir amb un revestiment de casc d'1 polzada (25 mm), amb un cinturó de blindatge de 3 polzades (76 mm) sobre els espais de màquines (l'allargament d'aquest cinturó de 84 a 141 peus (26 a 43 m) per cobrir adequadament ambdós espais va anul·lar la reducció de pes de la seva reorganització), i plaques de 2 polzades (51 mm) sobre les sales i santabàrbares. El Sydney va ser el primer vaixell de guerra australià equipat amb asdic; una unitat tipus 125 amb una cúpula retràctil 3069. La cúpula del sonar retràctil, situada prop de la proa, era un punt feble del casc.
Un dels primers comandants del creuer, el capità de la Royal Navy J.W.A. Waller, creia que la torre de control del director únic del vaixell era un punt feble en el disseny. La torre de control del director era el compartiment més alt de la nau, des d'on el personal determinava l'abast i l'angle de tir òptim per a una salva de canó, i després transmetia aquesta informació a les torretes de canó: el tir real es podia controlar des de la torre o la torreta. Waller creia que el sistema centralitzat podria ser destruït amb un sol cop, o el cablejat que unia el compartiment amb les torretes es podria tallar, forçant les quatre torretes a confiar en un control independent. Tot i que Waller va suggerir que s'instal·lés una segona torre a popa per proporcionar redundància, es va ajornar indefinidament, ja que els comandants posteriors no compartien les seves preocupacions, i les experiències de combat d'altres creuers de la classe Leander van mostrar que el sistema era més robust del que s'esperava.

### Armament
L'armament principal del Sydney constava de vuit canons Mk XXIII de càrrega de 6 polzades (152 mm) muntats en quatre torretes bessones Mk XXI: "A" i "B" a proa, "X" i "Y" a popa. Els vuit canons es podien disparar en salva, elevats a un angle de 60° i reduïts a -5°, i disparar vuit rondes per minut a objectius fins a 24.800 iardes (22.700 m) de distància.

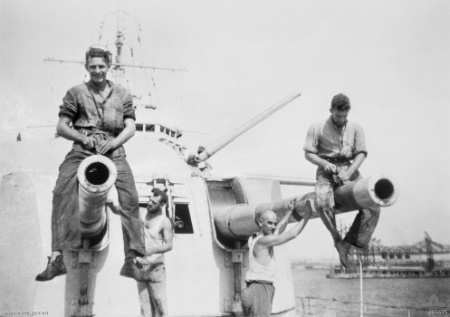
Mariners treballant als barrils de 6 polzades (150 mm) de diàmetre de la torreta "A", després de la batalla del cap Spada el 1940

Quatre canons Mk V de tret ràpid de 4 polzades (100 mm), muntats en uns muntatges Mk IV d'angle alt, es van instal·lar a una plataforma al voltant de l'embut de popa. Aquests s'utilitzaven principalment per apuntar avions a altures de fins a 28.750 peus (8.760 m), però també es podien utilitzar contra objectius de superfície, amb un abast màxim de 16.300 iardes (14.900 m) El seu reemplaçament per vuit canons d'angle alt/baix Mk XIX en quatre muntatges bessons, que havia de produir-se a finals dels anys trenta, es va evitar amb l'esclat de la Segona Guerra Mundial. Els canons es podrien haver canviat durant un atracament de manteniment, però la demanda de creuers i la fortuna del Sydney no patir mai danys importants va fer que no es pogués justificar el temps addicional al moll. Per a la defensa antiaèria a curt abast, els canons de 4 polzades es van complementar amb dotze metralladores Vickers Mk III de 0,5 polzades (13 mm), que estaven disposats en tres muntatges quàdruples Mk II, un a cada costat del superestructura davantera, i la tercera damunt de la superestructura de popa.
Es va utilitzar una barreja de metralladores de 0,303 polzades (7,7 mm) per a treballs de defensa propera, i es podia instal·lar en pedestals en diversos punts del vaixell, principalment al voltant del pont i a les tres plataformes de reflectors (una a banda i banda de l'embut de proa), la tercera aixecada per sobre de la superestructura de popa). En el llançament, el Sydney portava catorze metralladores Lewis i dues metralladores Vickers, però a l'inici de la Segona Guerra Mundial, les metralladores Lewis s'havien reduït a nou, i les Vickers es van retirar completament.
Es van instal·lar vuit tubs de torpede de 21 polzades (533 mm) en dos muntatges quàdruples QR Mk VII a la coberta sota la plataforma per als canons de 4 polzades. Només es van transportar vuit torpedes Mark 9. El Sydney estava equipada amb un sol carril de càrregues de profunditat a la popa, que aguantava cinc càrregues de profunditat Mk VII. Quatre canons Hotchkiss de 3 lliures (47 mm, 1,9 polzades) es portaven com a canons de salutació. Aquests van ser eliminats durant la renovació d'agost de 1940.
El Sydney estava equipat amb una catapulta giratòria de cordita de 53 peus (16 m) entre els dos embuts, que es va utilitzar per llançar un avió amfibi Supermarine Walrus (de vegades descrit com a Seagull V). El Walrus va ser operat per personal de la Royal Australian Air Force de l' esquadró número 5 RAAF (que va ser redesignat com l'esquadró número 9 RAAF el 1939). La grua elèctrica de 7 tones utilitzada per recuperar l'avió també va servir per desplegar la majoria de les embarcacions del vaixell.

## Historial operatiu

### Història primerenca
El Sydney va completar les proves de treball abans de sortir de Portsmouth el 29 d'octubre de 1935, amb el capità JUP Fitzgerald RN al comandament.Gairebé immediatament després de partir, el Sydney va rebre instruccions per unir-se a la Flota Mediterrània de la Royal Navy] a Gibraltar i ajudar el 2n Esquadró de Creuers a fer complir les sancions econòmiques contra Itàlia en resposta a la crisi d'Abissínia. Durant el gener de 1936, el creuer va ser sotmès a manteniment a Alexandria i va visitar instal·lacions mèdiques a Xipre: els casos de rubèola i paperes circulaven per la companyia del vaixell des de finals de 1935. Al març, el Sydney va ser reassignat al 1r Esquadró de Creuers, on ella i el creuer pesant HMAS Australia van continuar fent complir les sancions i participant en exercicis de la flota amb unitats de la Royal Navy. Després de la resolució de la crisi abissínia, el Sydney va marxar cap a Austràlia el 14 de juliol; va arribar a Fremantle a finals de juliol abans de visitar Melbourne el 8 d'agost i arribar a la seva ciutat homònima tres dies després.

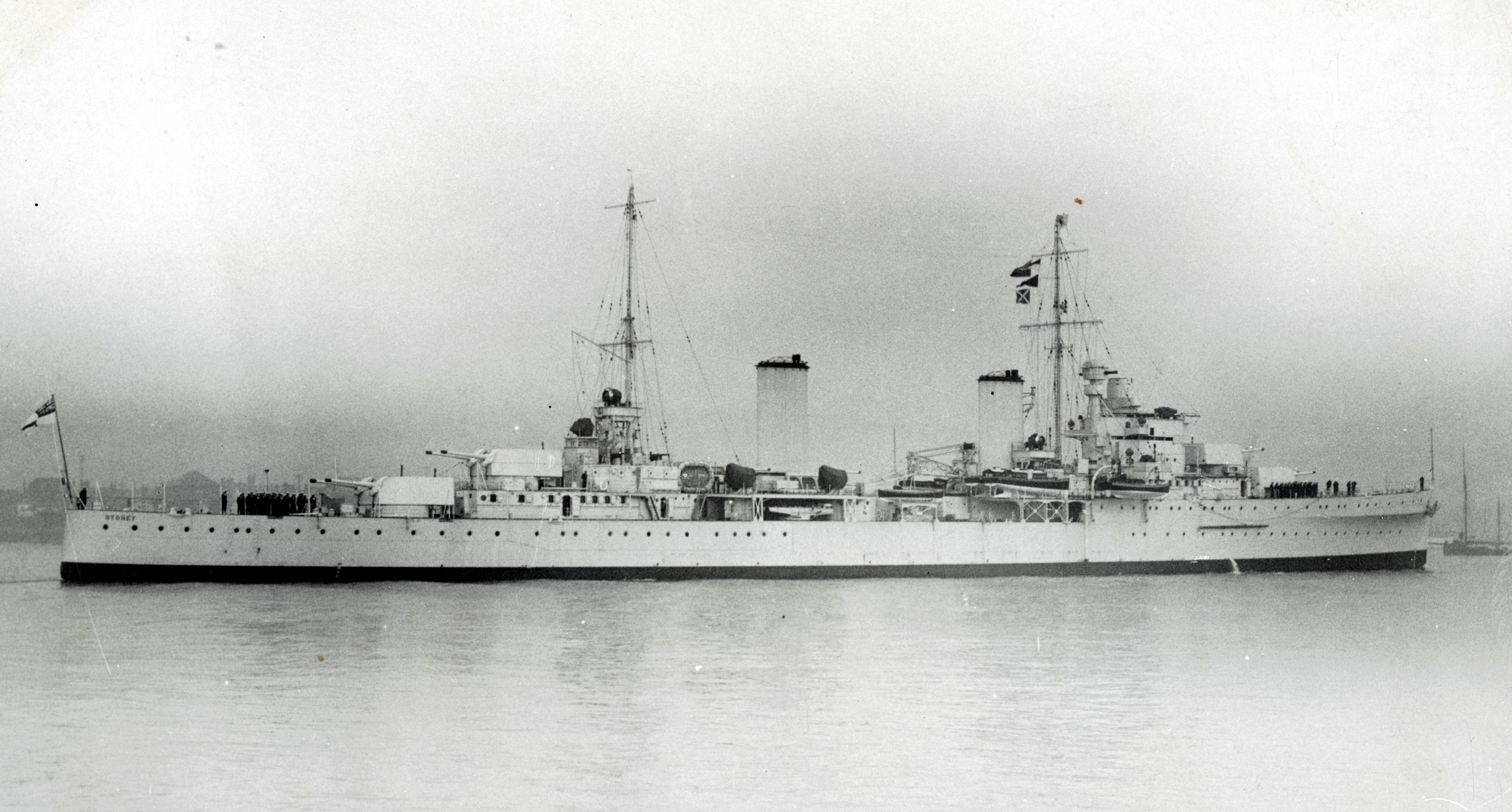
El Sydney, vers 1935

Després d'arribar a les aigües australianes, el Sydney va passar la major part del seu temps en exercicis de flota i creuers d'entrenament. El 1938, el creuer va ser una de les diverses unitats Reial Marina Australiana preparades per respondre a la crisi de Múnic, però tots els vaixells es van retirar després d'evitar la guerra potencial. Del 17 al 19 d'abril de 1939, el Sydney va ser un dels vuit vaixells de guerra implicats en un exercici de protecció comercial de forces conjuntes a la costa sud-est d'Austràlia. A principis d'agost de 1939, el Sydney es trobava a Darwin, abans de visitar les Índies Orientals Holandeses. No obstant això, en resposta als esdeveniments que van provocar l'inici de la Segona Guerra Mundial, el Sydney va rebre l'ordre de navegar cap a Fremantle en peu de guerra, on va arribar el 22 d'agost.

### Inici de la Segona Guerra Mundial
Després de la declaració de guerra, el Sydney va rebre instruccions per dur a terme tasques de patrulla i escorta a les aigües australianes. El capità John Collins va prendre el comandament del Sydney el 16 de novembre. El 28 de novembre, el Sydney es va unir als creuers pesats australians Australia i Camberra en una recerca infructuosa de quatre dies del cuirassat de butxaca alemany Admiral Graf Spee, que se sabia que operava a l'oceà Índic. El Sydney va ser rellevada per l'Adelaide el 13 de desembre, i va navegar cap a Cockatoo Island Dockyard a Sydney per a un atracament de manteniment. El treball es va completar a finals de gener de 1940, i com un creuer de remolc el Sydney es va unir al Canberra i als vaixells britànics Leander i Ramillies per escortar el comboi Anzac US 1 amb destinació a Suez; el Sydney es va trencar després que el comboi abandonés la costa est d'Austràlia i tornés a el Sydney. Tornant a Fremantle el 6 de febrer, el Sydney va rellevar l'Australia com a creuer responsable de les tasques de patrulla i escorta a la costa oest.
El 19 d'abril, el Sydney es va unir a l'escorta del comboi Anzac US 2 davant d'Albany, i va romandre amb el comboi fins que va arribar a les illes Cocos el 28 d'abril i va ser substituït pel creuer francès Suffren. El creuer australià va posar rumb cap a Fremantle, però l'1 de maig va ser assignat a l'estació de les Índies Orientals i es va desviar cap a Colombo, on va arribar el 8 de maig. En arribar a Colombo el 8 de maig, el Sydney va rebre immediatament l'encàrrec de reunir-se amb el comboi Anzac US 3 davant de les Illes Cocos i escortar-lo a través de l'oceà Índic. El creuer va partir el 12 de maig, però mentre estava en ruta, se li va ordenar que es dirigís cap al Mediterrani.
En tornar a Colombo el 18 de maig, el Sydney es va reposar abans de navegar a gran velocitat cap a Aden, on va arribar quatre dies més tard. El creuer australià, acompanyat pel Gloucester i l'Eagle,, va partir l'endemà, amb els vaixells creuant el canal de Suez durant la nit del 25 al 26 de maig, i arribant a Alexandria aquella tarda a les 15:30. El Sydney estava originalment marcat per a operacions al Mar Roig, però després d'observar l'actuació d'una flotilla australiana de cinc destructors assignada a la flota britànica de la Mediterrània, l'almirall Andrew Cunningham va decidir "guardar-se el creuer australià per a ell" i va adjuntar el Sydney al 7è esquadró de creuers de la Royal Navy.

### Operacions a la Mediterrània
vegeu també: Batalla de la Mediterrània

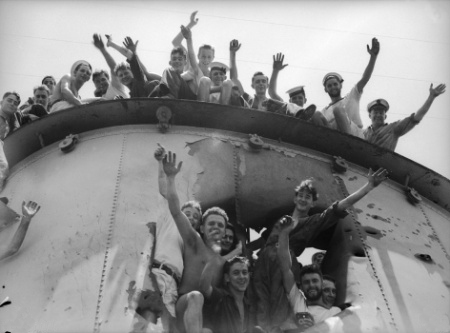
Mariners del Sydney posant al voltant i al forat de l'embut de projecció. Aquest va ser l'únic dany que va rebre el creuer australià durant la batalla del cap Spada.

El Sydney es trobava al port d'Alexandria el 10 de juny de 1940, i aquella nit es va assabentar de la intenció d'Itàlia de declarar la guerra a mitjanit. A la 01:00 de l'11 de juny, tots els vaixells del port havien marxat a buscar vaixells de guerra italians en posició d'atacar Alexandria i assegurar les línies de comunicació marítimes a la Mediterrània oriental i l'Egeu. El creuer australià va participar en l'escombrada cap a l'oest, i va navegar fins al golf de Tàrent durant l'operació de quatre dies. A part d'un atac de càrregues de profunditat sense èxit a un presumpte submarí durant la tarda del 13 de juny, el Sydney no es va trobar amb cap vaixell enemic.

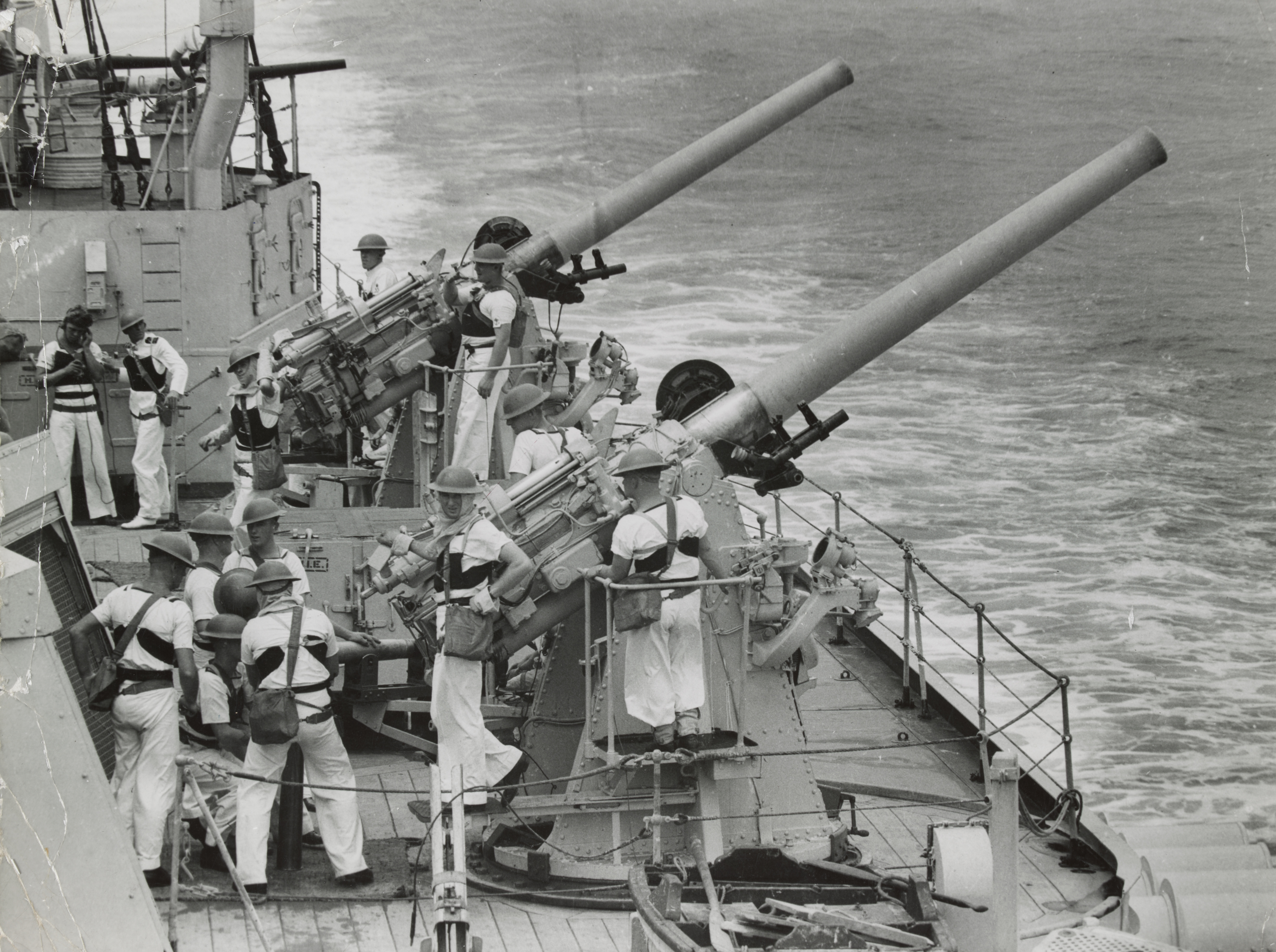
Canons de 4 polzades de l'HMAS Sydney

El 21 de juny, el Sydney va disparar amb ira per primera vegada, unint-se als creuers britànics Orion i Neptune, el cuirassat francès Lorraine i una força de destructors per bombardejar el port libi de Bardia, controlat pels italians. El Sydney va centrar el seu foc en un campament militar durant el bombardeig de vint-i-dos minuts. Durant aquesta operació, l'amfibi Walrus del vaixell australià va realitzar un bombardeig per a l'esquadra, però va ser disparat per tres biplans: encara que en aquell moment es va informar com a Fiat CR.42 Falcos italians, més tard es va determinar que els atacants eren Gloster Gladiators britànics. El pilot va fer volar l'avió danyat fins a Mersa Matruh, i va rebre la Creu dels Vols Distingits per la seva habilitat per fer-ho, però l'irreparable Walrus va ser l'única víctima de l'operació. L'endemà, un atac aeri de represàlia contra els vaixells, després d'haver tornat a Alexandria, no va causar danys.
Aquell mateix dia, Alemanya i França de Vichy van signar el Segon Armistici de Compiègne: encara que els vaixells de guerra francesos (que fins aleshores havien operat amb els aliats) rebien l'ordre de tornar a França i desarmar-se, el govern britànic no estava disposat a permetre que caiguessin en mans de l'Eix. El Sydney i els vaixells de guerra britànics a Alexandria van dirigir els seus canons contra els francesos, però a diferència de la situació a Mers-el-Kébir, que es va deteriorar en una batalla naval, l'almirall britànic Cunningham i l'almirall francès René-Emile Godfroy van negociar pacíficament per desarmar els vaixells a Alexandria.
El Sydney i altres elements del 7è Esquadró van partir d'Alexandria el 27 de juny, escortant un comboi de Malta. A la fi del 28 de juny, els vaixells es van enfrontar a una força de tres destructors italians que portaven a terme una missió de reabastiment a Tobruk. Encara que dos vaixells italians van poder continuar el seu camí, el tercer, l'Espero, va quedar inhabilitat. A les 20:00, el Sydney (que va tenir poques oportunitats de disparar durant el enfrontament) va ser destacat per recuperar els supervivents i enfonsar el destructor mentre la resta de la força continuava cap a Malta. No obstant això, mentre que a 6.000 iardes (5.500 m) de l'Espero, el vaixell italià va disparar dos obusos, tots dos en línia amb el creuer però curts. [59] el Sydney va obrir foc, i després que quatre salves van colpejar el destructor sense trets a canvi, va reprendre l'aproximació. L'Espero es va enfonsar a les 20:35, i el Sydney va romandre a la zona durant gairebé dues hores per recollir supervivents malgrat el risc d'atac submarí, abans que se li ordenés que es retirés a Alexandria. El creuer va rescatar 47 italians (tres dels quals van morir per ferides durant el viatge de tornada), i va deixar un cutter completament proveït a l'aigua perquè l'utilitzessin altres supervivents italians després que el Sydney hagués marxat.
La nit del 7 de juliol, el Sydney va sortir d'Alexandria com a part d'una flota que inclou quatre creuers lleugers més, tres cuirassats, un portaavions i setze destructors, dividits en tres grups. Els tres grups s'havien de trobar el 9 de juliol en un punt a 120 milles nàutiques (220 km; 140 milles) a l'est del cap Passero i a 150 milles nàutiques (280 km; 170 milles) de Malta, moment en què els destructors escortarien dos combois sortint de Malta, mentre que els altres vaixells atacarien objectius d'oportunitat al voltant de Sicília. No obstant això, a principis del 8 de juny, el submarí britànic HMS Phoenix va informar que havia atacat sense èxit una flota italiana que incloïa dos cuirassats. Durant tot el dia, la flota va haver de defensar-se de múltiples atacs aeris italians: en un moment donat, el Sydney i els altres creuers del 7è Esquadró van atacar el que pensaven que era un bombarder d'alt vol, però més tard es va determinar que era el planeta Venus. El reconeixement aeri va localitzar la força italiana durant la tarda, que estava formada per almenys dos cuirassats, acompanyats de múltiples creuers i destructors. Els albiraments d'una força tan gran de vaixells de guerra, combinats amb l'atac aeri pesat, van portar a l'almirall Cunningham a concloure que els italians també estaven cobrint un comboi important, i van decidir reposicionar la seva flota entre els italians i Tàrent, en la destinació projectada.
El contacte amb la flota italiana es va perdre durant la nit, però es va recuperar al matí del 9 de juliol. A les 14:00, la flota aliada s'havia posicionat en el camí dels italians, i Cunningham els va ordenar cap a l'oest, tancar-se a la posició projectada de l'enemic i enfrontar-se. El Sydney va veure fum a les 14:45 i va fer contacte visual amb una força de cinc creuers just després de les 15:00. L'esquadró de creuers aliat, recolzat pel cuirassat HMS Warspite, va alterar el seu rumb cap al nord, i a les 15:20, el Sydney va obrir foc contra un creuer classe Zara italià a 23.000 iardes (21.000 m) de distància, però tant les forces de creuers aliades com italianes no van poder aconseguir amb èxit els seus números contraris. El Sydney va romandre sense èxit fins a la darrera part del compromís, quan va bombardejar amb èxit un destructor que posava cortines de fum. El component naval del que es va conèixer com la batalla de Calàbria va concloure cap a les 17:00, amb Cunningham no disposat a perseguir la flota italiana a través de la cortina de fum que havien creat. En canvi, els vaixells aliats van marxar cap a Malta, mentre van suportar diversos atacs aeris pesats però ineficaços; durant el lliurament segur del comboi de Malta MA 5 i el retorn a Alexandria el 13 de juliol, el Sydney no va patir cap dany, però va gastar tota la seva munició antiaèria. La participació del Sydney a la batalla li va valdre al vaixell un honor de batalla: "Calabria 1940".
El creuer australià va passar cinc dies a Alexandria per reaprovisionament i manteniment, abans de partir cap a Creta amb el destructor britànic HMS Havock. Van arribar a la posta del sol el 18 de juliol, i l'endemà al matí, els dos vaixells van rebre l'ordre de patrullar el golf d'Atenes per als vaixells de guerra i la navegació de l'Eix, alhora que donaven suport a una força destructor de quatre vaixells (Hyperion, Ilex, Hero, i Hasty) realitzant un escombrat antisubmarí al nord de Creta. Creient que aquestes dues tasques eren incompatibles i que protegir els destructors era el més important, el comandant del Sydney, el capità John Collins, va ordenar als dos vaixells que es moguessin 100 milles nàutiques (190 km; 120 milles) al sud de la seva àrea de patrulla mentre mantenien el silenci de la ràdio. A les 07:20 del 19 de juliol, la força destructora va detectar i va ser detectada per un parell de creuers lleugers italians; el Giovanni dalle Bande Nere i el Bartolomeo Colleoni, que van obrir foc set minuts més tard. Els destructors britànics van girar cap al nord-est i van partir a 30 nusos (56 km/h; 35 mph), transmetent notícies de l'atac al silenciós Sydney mentre tancaven la bretxa entre les dues forces. Utilitzant els senyals sense fil per rastrejar els quatre destructors, el Sydney i el Havock va fer per interceptar els destructors i la seva persecució de creuers, i va poder tancar almenys mitja hora abans que si haguessin seguit les seves instruccions originals: quan el Sydney va obrir foc contra Bande Nere a les 08:29, ambdues parts es van sorprendre per l'aparició del creuer. En pocs minuts, el Sydney havia danyat amb èxit el Bande Nere, i quan els italians es van retirar cap al sud, els sis vaixells aliats van perseguir. A les 08:48, amb el Bande Nere amagat darrere d'una cortina de fum, el Sydney va desplaçar el seu foc al Bartolomeo Colleoni, que es va desactivar a les 09:33. Collins va ordenar als destructors que torpedinessin el vaixell i rescatessin els supervivents: l'Hyperion, l'Ilex i el Havock ho van fer, mentre que el Hero i el Hasty van donar suport al Sydney per continuar perseguint el Bande Nere. A les 10:37, la persecució va acabar, ja que el creuer italià més ràpid havia avançat als aliats, la visibilitat es va reduir pel fum i la boira, i la munició a bord dels vaixells que els perseguien era baixa: al Sydney li quedaven deu obusos per a les seves torretes de proa. Els sis vaixells van tornar a Alexandria al voltant de les 11:00 del 20 de juliol després de defensar-se de diversos atacs aeris (un dels quals va danyar el Havock), i van ser rebuts per aplaudiments de tots els vaixells del port.
L'únic dany a el Sydney durant el que es va conèixer com la batalla del cap Spada va ser causat per un obús a les 09:21, que va fer un forat a l'embut de proa i va ferir un mariner a causa d'un dany d'estella. Per les seves accions, Collins va ser nomenat company de l'orde del Bany, mentre que altres oficials i mariners del Sydney van rebre dues ordes de Servei Distingit, dues creus de Servei Distingit, cinc medalles del Servei Distingit i dotze mencions als despatxos entre ells. El mateix Sydney va rebre l'honor de la batalla "Spada 1940".
Després de repostar i rearmar, el Sydney i el HMS Neptune van partir d'Alexandria el 27 de juliol per unir-se a la força de cobertura d'un comboi cap al sud des de l'Egeu. Els vaixells van ser atacats cinc vegades aquella tarda per avions, però el Sydney va escapar amb només danys menors i ferides de metralla. Els dos creuers es van separar del comboi l'endemà per localitzar i enfonsar el vaixell cisterna grec Ermioni, que proveïa les illes del Dodecanès controlades pels italians. Els dos creuers van localitzar l'Ermioni just abans del capvespre: el Sydney va proporcionar protecció antisubmarina mentre la tripulació del petrolier estava convençuda de traslladar-se als vaixells de guerra britànics, després del qual l'Ermioni va ser bombardejat pel Neptune. Els dos vaixells van tornar a Alexandria el 30 de juliol, i el Sydney va partir el mateix dia en companyia de l'HMS Orion per a una patrulla de tres dies.

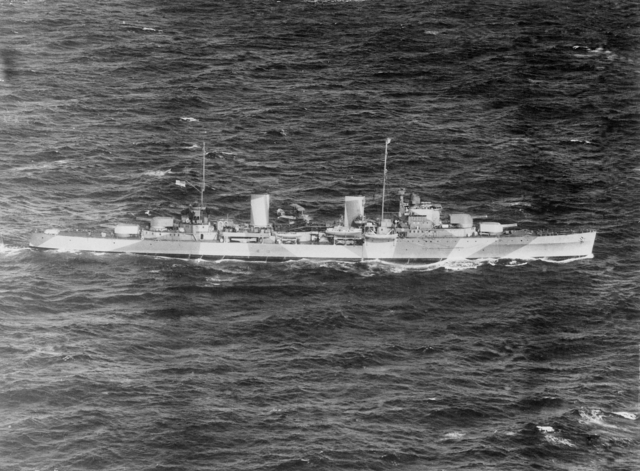
El Sydney en marxa l'agost de 1941. El primer patró de camuflatge del vaixell es pot veure al flanc d'estribord. Poc després de fer aquesta fotografia, es va canviar el patró de camuflatge.

De tornada a Alexandria, el Sydney es va sotmetre a una reforma, durant la qual es va construir una paret de blindatge de 0,91 m d'alçada i 0,5 polzades (13 mm) de gruix al voltant de la plataforma del canó de 4 polzades, mentre la companyia del vaixell repintava el vaixell del gris estàndard a un patró de camuflatge naval. La renovació es va completar el 12 d'agost, quan el Sydney el Neptune i cinc destructors van partir per prohibir la navegació de l'Eix al llarg de la costa nord-africana i el mar Egeu. L'operació va ser cancel·lada després que no es localitzés cap vaixell durant els dos primers dies, i el Sydney es va encarregar d'ajudar un esquadró de destructors durant els bombardejos a la costa a Bomba i Bardia. A finals de mes, el creuer es va unir a l'escorta del comboi de Malta MB 5.
En el viatge de tornada, el Sydney i diversos altres vaixells van tenir l'encàrrec d'atacar les instal·lacions italianes. Es van utilitzar llenços i fusta per alterar el perfil del creuer per semblar-se a un creuer italià de la classe Condottieri, permetent-li maniobrar prop de Scarpanto durant la nit del 3 al 4 de setembre. A l'alba, el Sydney i el destructor britànic Ilex van atacar la base aèria italiana de Makri Yalo a Scarpanto; el creuer va disparar 135 obusos en 25 minuts, mentre que el destructor va defensar cinc E-boats, enfonsant-ne dos. En acabar, els dos vaixells es van tornar a unir a la flota, però van ser novament confosos amb vaixells de guerra italians i gairebé van disparar abans que el Sydney aixequés la White Ensign i li espatllés la disfressa. L'almirall Cunningham va felicitar el Sydney amb el missatge "Ben fet. Ets un petrel tempestuós.", que va ser adoptat com a sobrenom per al creuer. En tornar a Alexandria, el creuer australià es va sotmetre a una altra breu reparació, que es va completar a finals de mes: el 24 de setembre, el Sydney va donar suport a l'HMS Protector durant la intercepció d'un vaixell mercant francès, després va completar una patrulla de dos dies a l'oest de Xipre. A la fi del 28 de setembre, el Sydney es va unir a la pesada escorta d'un comboi de tropes amb destinació a Malta. Durant el viatge de tornada, el Sydney i l'HMS Orion van abandonar la flota l'1 d'octubre per a una escombrada del mar Egeu, que va concloure amb un breu bombardeig de Maltezana abans de tornar a Alexandria dos dies després.

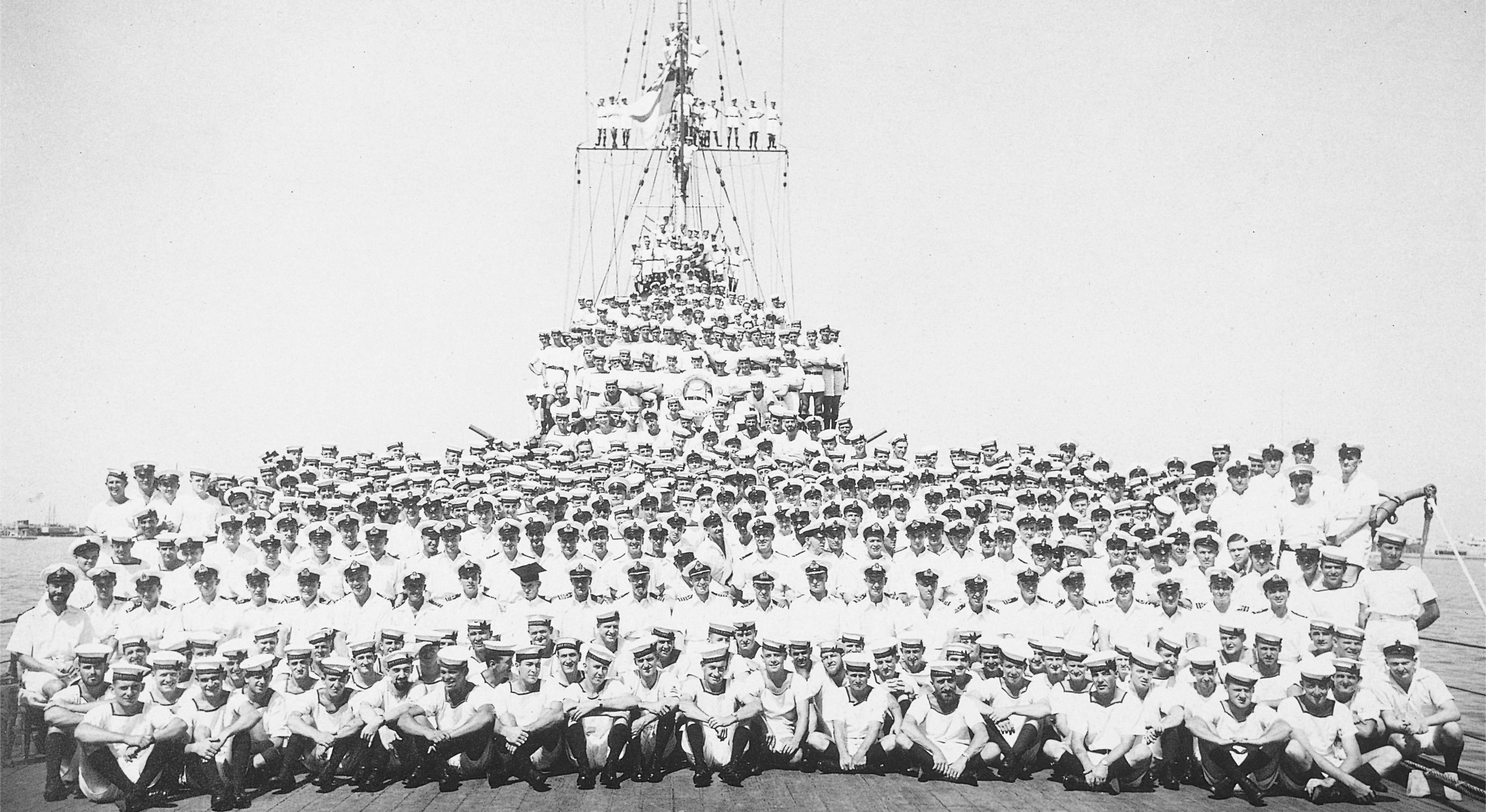
Retrat de grup del rol del vaixell de 645 persones després de l'acció contra Bartolomeo Colleoni el juliol de 1940

Tota la flota mediterrània va partir d'Alexandria el 8 d'octubre per donar cobertura a diversos combois de Malta i intentar atraure la flota italiana a la batalla. Els combois van arribar al seu destí amb seguretat, i l'operació va ser sense incidents pel Sydney; l'únic contacte amb les forces italianes va ser un enfrontament durant la matinada del 12 d'octubre entre el creuer britànic Ajax i set torpediners i destructors italians, dels quals l'Ajax en va enfonsar tres i en va danyar un quart. A partir del 25 d'octubre, el Sydney, l'Orion i els destructors Jervis i Juno estaven compromesos en una escombrada de l'Egeu per als vaixells de l'Eix, arribant tan al nord com els Dardanels. No es va produir cap incident important fins al 28 d'octubre, quan els italians van envair Grècia: els quatre vaixells van ser retirats a Alexandria, on van arribar aquell vespre. Poc després, els dos creuers es van unir pel York i el Gloucester i es van trobar amb la força principal de la flota mediterrània a l'oest de Creta el 30 d'octubre. Durant els dies següents, els vaixells de guerra van patrullar per Creta i al llarg del continent grec, i van proporcionar cobertura al primer comboi de subministrament a Creta.
El 5 de novembre, el Sydney i l'HMS Ajax van partir de Port Said amb equipament militar per a ser utilitzat per establir una base avançada aliada a la badia de Souda, Creta. Després de lliurar l'equip, que incloïa gairebé 1.000 soldats, l'equip per a una bateria Bofors, caixes de menjar i diversos camions, els creuers es van incorporar a la flota principal. La flota mediterrània va romandre patrullant durant diversos dies, i durant la nit de l'11 al 12 de novembre, mentre que la major part de la flota va donar suport al primer atac d'avions navals del món a la flota italiana ancorada a Tàrent, el Sydney, l'Ajax, l'Orion i els destructors Nubian i Mohawk van intentar transitar per l'estret d'Òtranto com a desviació. Malgrat la missió de "buscar problemes", el pas cap al nord a través de l'estret va passar sense incidents. El retorn no va ser tan tranquil: a les 01:20, un comboi de quatre mercants amb dos destructors d'escorta va ser detectat pels vigies del Sydney. Els vaixells de guerra aliats van maniobrar a prop i van obrir foc a la 01:27: el Sydney va dirigir el seu foc cap a un vaixell de càrrega a 7.000 iardes (6.400 m) de distància. Durant l'enfrontament de 23 minuts, el creuer va contribuir amb èxit a la destrucció de tres vaixells mercants i va danyar un destructor, va evitar un torpede i en va disparar dos sense èxit. A la 01:57, la força aliada sense danys va sortir de l'estret i es va trobar amb la flota principal abans del migdia.
Del 15 al 20 de novembre, el Sydney i tres creuers més van transportar 4.000 soldats aliats i el seu equipament des d'Alexandria fins al Pireu com a reforç de l'exèrcit grec. En tornar a Alexandria, el Sydney es va desplegar amb la majoria de la flota mediterrània per cobrir múltiples combois a través del mar: el creuer australià va passar la resta del mes operant per tot el Mediterrani oriental i central, i va ser bombardejat per avions italians el 24 de novembre a la badia de Souda, però va escapar dels danys. El Sydney va començar el desembre a l'Egeu, on va escortar combois i va bombardejar el port de Valona, després va procedir a Malta per a la reparació i reparació del seu timó, que va durar fins a finals d'any. Durant aquest reacondicionament, el creuer es va equipar amb un equip de desmagnetització. El vaixell es va incorporar de nou a la flota el 8 de gener de 1941, quan se li va ordenar que es dirigís cap a casa després de seguir la costa nord d'Àfrica i enllaçar amb qualsevol vaixell mercant amb destinació a Austràlia que trobés. La retirada es va atribuir a la necessitat de portar el Sydney per a una renovació important i donar permís al seu personal, un pla per estendre l'experiència de combat per la Reial Marina Australiana intercanviant el creuer amb el seu vaixell germà Perth, i la necessitat de protegir Austràlia contra els assaltants corsaris alemanys que operen a la zona, especialment després dels atacs a Nauru.

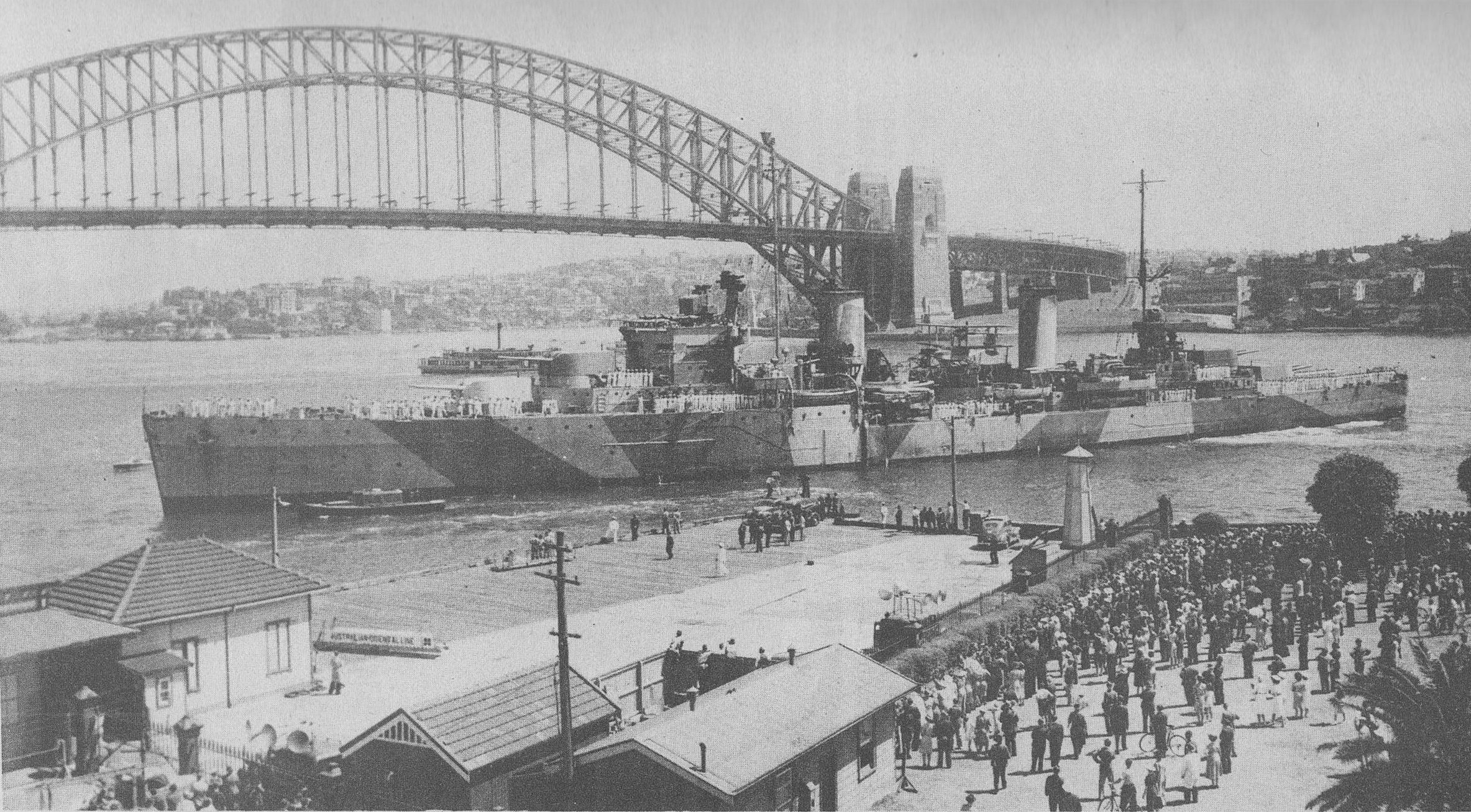
El Sydney maniobra per apropar-se a el Sydney Cove el 10 de febrer de 1941

Abans de marxar, 100 membres del rol del vaixell van ser retirats l' 11 de gener, perquè poguessin ser enviats a Anglaterra per ajudar a equipar els nous destructors de classe N. L'endemà, el vaixell va navegar cap a Adén pel Canal de Suez. El Sydney i el vaixell de tropes Empress of Canada van sortir d'Aden el 16 de gener per unir-se al Comboi SW 4B, que el Sydney va escortar fins que el HMS Ceres el va rellevar quatre dies després. El creuer australià va rebre instruccions per atacar qualsevol vaixell italià a Mogadiscio, però com que no hi havia grans vaixells mercants al port i el Sydney se li va prohibir atacar el propi port, després es va dirigir a les Seychelles per repostar. El 24 de gener, el Sydney va ser un dels diversos vaixells de guerra que van respondre a un atac al mercant Mandasor per part del creuer alemany Atlantis. Malgrat una recerca de tres dies, el Sydney no va entrar en contacte amb l'Atlantis. El Sydney va reprendre el seu viatge cap a casa, i va arribar a la seva ciutat homònima després de la posta de sol el 9 de febrer. El creuer va fondejar a la badia de Watsons de nit, després va navegar cap al port interior l'endemà al matí i es va lligar al costat del Sydney Cove per rebre la benvinguda d'herois. L'11 de febrer, es va declarar un dia festiu per als estudiants de l'escola a el Sydney, perquè poguessin unir-se als milers de persones que van presenciar com la companyia del vaixell tocava una marxa de llibertat d'entrada.
A més dels honors de batalla per a les batalles de Calàbria i el cap Spada, el Sydney va rebre l'honor de batalla "Mediterrani 1940" per les seves diferents accions durant la campanya naval mediterrània. Durant els vuit mesos de desplegament, l'única mort a la companyia del vaixell va ser una mort per malaltia.

### Aigües australianes
Després d'una breu reparació, el Sydney va navegar cap a Fremantle el 27 de febrer, on va ser assignat per a tasques d'escorta i patrulla a l'oceà Índic. Això va implicar principalment reunir-se amb combois a la costa sud d'Austràlia i escortar-los en la següent etapa del seu viatge, ja sigui cap a l'oest cap a l'Orient Mitjà i Europa, o cap al nord fins a les Índies Orientals Holandeses.
A l'abril, el Sydney va escortar el vaixell de tropes Queen Mary des de Fremantle fins a la badia de Jervis, abans d'embarcar l'almirall Ragnar Colvin i un grup d'assessors de les tres branques de l'exèrcit australià i transportar-los a Singapur el 19 d'abril per a una conferència secreta entre la Commonwealth britànica. les Índies Orientals Holandeses i els Estats Units d'Amèrica. El creuer va tornar a Fremantle abans del final del mes, després de la qual cosa Collins va lliurar el comandament al capità Joseph Burnett el 15 de maig. Poc després, el creuer va escortar el transport SS Zealandia durant un transport de tropes a Singapur. El Sydney va escortar el vaixell de tropes fins a l'estret de Sonda, on la responsabilitat va ser lliurada al creuer lleuger britànic HMS Danae.
A principis de juny, el Sydney es va trobar amb el Zealandia i el Danae en el viatge de tornada del vaixell de tropes, i es va fer càrrec de les tasques d'escorta des de l'estret de Sunda fins a Fremantle. Després de reposar a Fremantle, el Zealandia es va unir a un comboi de múltiples vaixells cap a la costa est d'Austràlia, que també va ser escortat per el Sydney El comboi va partir el 24 de juny i es va dirigir a Sydney, després de la qual cosa el creuer es va unir a l'escorta d'un comboi del Pacífic abans de tornar per fer manteniment. Això va concloure el 8 d'agost, quan el Sydney va escortar el vaixell de tropes Awatea a Nova Zelanda, i després a Fiji.

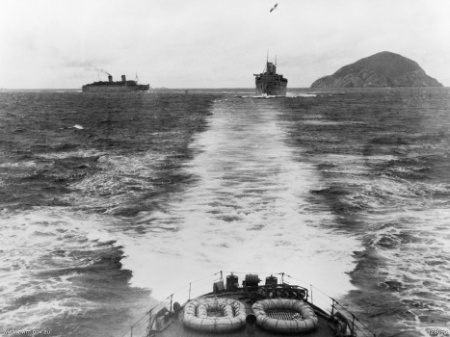
Els vaixells de tropa Queen Mary (dreta) i Queen Elizabeth (esquerra) navegant a l'estret de Bass, vistes des de la popa del Sydney

Al seu retorn a el Sydney a finals d'agost, el creuer es va unir als vaixells de tropa Queen Mary i Queen Elizabeth durant la primera etapa del seu viatge (comboi Anzac US 12A), escortant-los fins a trobar-se amb el Canberra a la Gran Baia d'Austràlia. El Sydney va navegar a Melbourne, i va romandre fins al 19 de setembre, durant el qual el seu camuflatge va ser repintat amb un nou patró. Llavors, el creuer va escortar el comboi Anzac US 12B de quatre vaixells fins a Fremantle: la mar forta mentre travessava la Gran Baja Australiana va fer que la torreta "A" s'encallisés a proa. Això va ser reparat a Fremantle, i el comboi es va dirigir a l'estret de Sonda, on el Sydney va lliurar els vaixells mercants als creuers britànics Glasgow i Danae el 3 d'octubre i va posar rumb cap a Fremantle. La nit del 5 al 6 d'octubre, un vaixell misteriós que va respondre als senyals de desafiament prop de l'illa de Rottnest després va desaparèixer, va fer que l'oficial naval a càrrec Fremantle cregués que les aproximacions al port havien estat minades. El Sydney es va desviar per interceptar el Queen Mary abans que el vaixell de tropes arribés a Fremantle, i va ordenar romandre amb ell fins que un canal fos escombrat i es trobés lliure de mines. Després d'arribar al port el 7 d'octubre, el Sydney va assumir oficialment les tasques de patrulla i escorta a les aigües d'Austràlia Occidental.
Les setmanes següents van ser tranquil·les pel Sydney, i entre el 18 i el 29 d'octubre, el creuer va visitar Geraldton i Bunbury. El 2 de novembre, el creuer australià va navegar per trobar-se amb el Zealandia davant d'Albany. El vaixell de tropes estava en un segon transport de tropes cap a Singapur; lliurant la  8a Divisió. Els dos vaixells van tornar a Fremantle i l'11 de novembre van marxar cap a l'estret de Sonda. El Zealandia va ser lliurada el 17 de novembre a l'HMS Durban per a la següent etapa, i el creuer australià va tornar cap a casa: estava previst que arribés a Fremantle a finals del 20 de novembre.

#### Batalla final i pèrdua
Nota: totes les hores d'aquesta secció són UTC+7
La tarda del 19 de novembre de 1941, el Sydney es trobava davant de la costa d'Austràlia Occidental, prop de Carnarvon, i es dirigia cap al sud cap a Fremantle. Al voltant de les 15:55, el creuer va veure un vaixell mercant en rumb cap al nord, que ràpidament es va allunyar de la costa a 14 nusos (26 km/h; 16 mph). [113] el Sydney va augmentar la velocitat a 25 nusos (46 km/h; 29 mph) i es va fer per interceptar. Quan va tancar la bretxa, el Sydney va començar a fer senyals al comerciant no identificat, primer amb una llum de senyal, després que no va rebre cap resposta i la distància entre els dos vaixells havia disminuït, mitjançant una combinació de llum i banderes de senyals.
El vaixell mercant va hissar el seu indicatiu, però com que anava al davant i just al port del Sydney, les banderes van quedar enfosquides per l'embut. El creuer va enviar una sol·licitud perquè el vaixell mercant aclarís les seves lletres de senyal, cosa que l'oficial de senyals va fer allargant la drissa i fent moure les banderes. L'indicatiu era el del vaixell holandès Straat Malakka, però no figurava a la llista de vaixells del Sydney destinats a ser a la zona. Es van intercanviar més senyals de bandera entre els vaixells, i el Sydney va demanar la destinació i la càrrega del vaixell holandès.
A les 17:00, Straat Malakka va transmetre un senyal de socors, que indicava que estava sent perseguida per un assaltant de mercants. Després d'això, el Sydney va tirar al costat del vaixell mercant des de popa; caminant al comerciant en un curs paral·lel, a uns 1.300 metres (4.300 peus) de distància. Els canons principals del Sydney i el llançatorpedes de port van ser entrenats al vaixell, mentre ell enviava la part interior de l'indicatiu secret de Straat Malakka . Quinze minuts més tard, cap a les 17:30, el mercant no havia respost, i el Sydney va enviar un senyal ordenant-li que mostrés l'indicatiu secret.

## Conseqüències
El fracàs del Sydney per arribar a Fremantle el 20 de novembre no va ser inicialment motiu de preocupació, ja que diversos factors podrien haver retardat el creuer, cap dels quals va ser motiu suficient per trencar l'ordre de mantenir el silenci radiofònic. No obstant això, sense cap senyal del creuer el 23 de novembre, les estacions sense fil a terra van començar a transmetre ordres perquè el Sydney trenqués el silenci i es comuniqués. Un vaixell cisterna britànic va recuperar una bassa de supervivents alemanys el 24 de novembre, moment en què va començar una recerca aèria i marítima a gran escala. Durant aquesta recerca, que va durar fins al vespre del 29 de novembre, es van trobar 318 supervivents del Kormoran dels 399 membres de la tripulació, però a part d'una balsa carley i un cinturó salvavides, no es va recuperar res del Sydney ni dels 645 a bord.

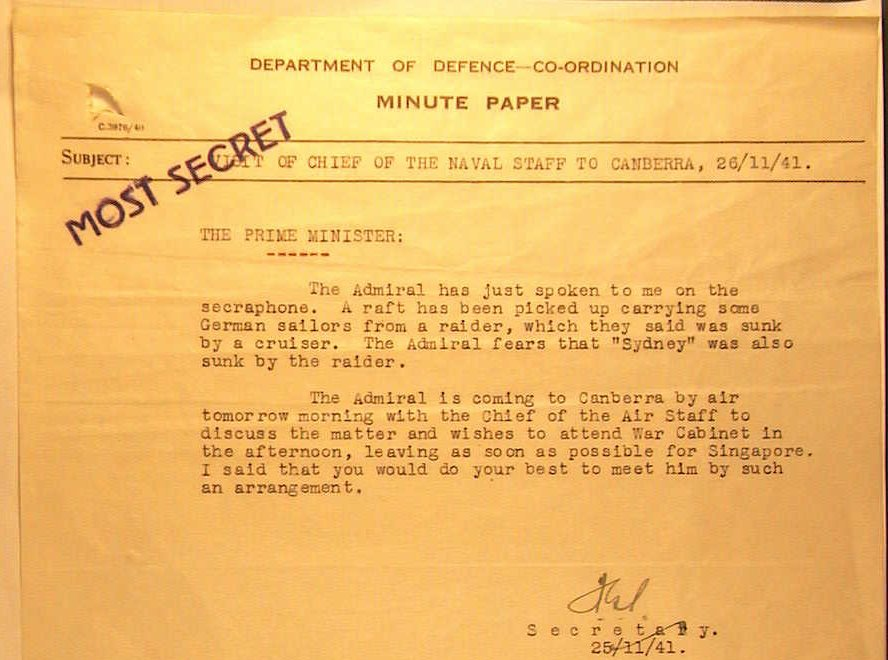
Memo de Frederick Shedden, secretari del Gabinet de Guerra, al primer ministre John Curtin; el primer consell formal al primer ministre que es creia que el Sydney estava perdut.

El primer ministre australià John Curtin va anunciar oficialment la pèrdua del creuer durant la tarda del 30 de novembre. La destrucció del Sydney va ser un gran cop per a la moral i la capacitat militar australiana: la companyia del seu vaixell va representar el 35 per cent de les baixes de la Reial Marina Australiana en temps de guerra. La pèrdua del creuer no va tenir el mateix impacte internacionalment; Japó va entrar a la Segona Guerra Mundial amb atacs a Pearl Harbor el 7 de desembre, poc més d'una setmana després que es va anunciar la pèrdua del Sydney, i dos vaixells capitals britànics van ser destruïts en quinze dies, amb la pèrdua de Singapur poc després.
Els supervivents alemanys van ser portats a Fremantle i interrogats. Els intents d'assabentar-se del que havia passat es van veure obstaculitzats pels oficials alemanys que ordenaven als seus mariners que ofusquessin l'enemic amb respostes falses, gent que descrivia esdeveniments que no van presenciar però que van saber més tard, i dificultat per mantenir els grups separats per comprovar les seves històries uns contra els altres. Malgrat això, les autoritats australianes van poder reunir els amplis detalls de la batalla, que va ser verificat per un grup de mariners alemanys que havien estat portats a el Sydney: les seves entrevistes van mostrar els mateixos punts en comú i inconsistències que les de Fremantle, i els interrogadors van concloure que s'estava relatant la història real. Els interrogatoris van concloure al desembre, i a finals de gener, el personal de Kormoran havia estat traslladat als camps de presoners de guerra a Victòria, on van romandre fins a la seva repatriació a Alemanya a principis de 1947.
El 6 de febrer de 1942, una balsa Carley que contenia un cadàver va ser detectada al costat de l'illa de Nadal i remolcada a terra. L'examen de la balsa i el seu ocupant va fer creure als habitants de l'illa que eren del Sydney. Encara que una investigació de 1949 realitzada per la Royal Navy va declarar que la bassa no era de l'HMAS el Sydney, i mentre que alguns historiadors estaven d'acord, d'altres van concloure que la bassa i el cos eren originaris del Sydney. El cos va ser exhumat l'octubre de 2006 i tornat a enterrar al cementiri de Geraldton el novembre de 2008, després que se'n extragués l'ADN. El 19 de novembre de 2021, el ministre australià d'Afers de Veterans, Andrew Gee, va anunciar que la comparació de l'ADN extret amb el de familiars del personal del Sydney havia identificat el mariner com el mariner Thomas Welsby Clark que s'havia unit a el Sydney l'agost de 1941, aproximadament quatre mesos abans del combat fatal.

### Polèmica

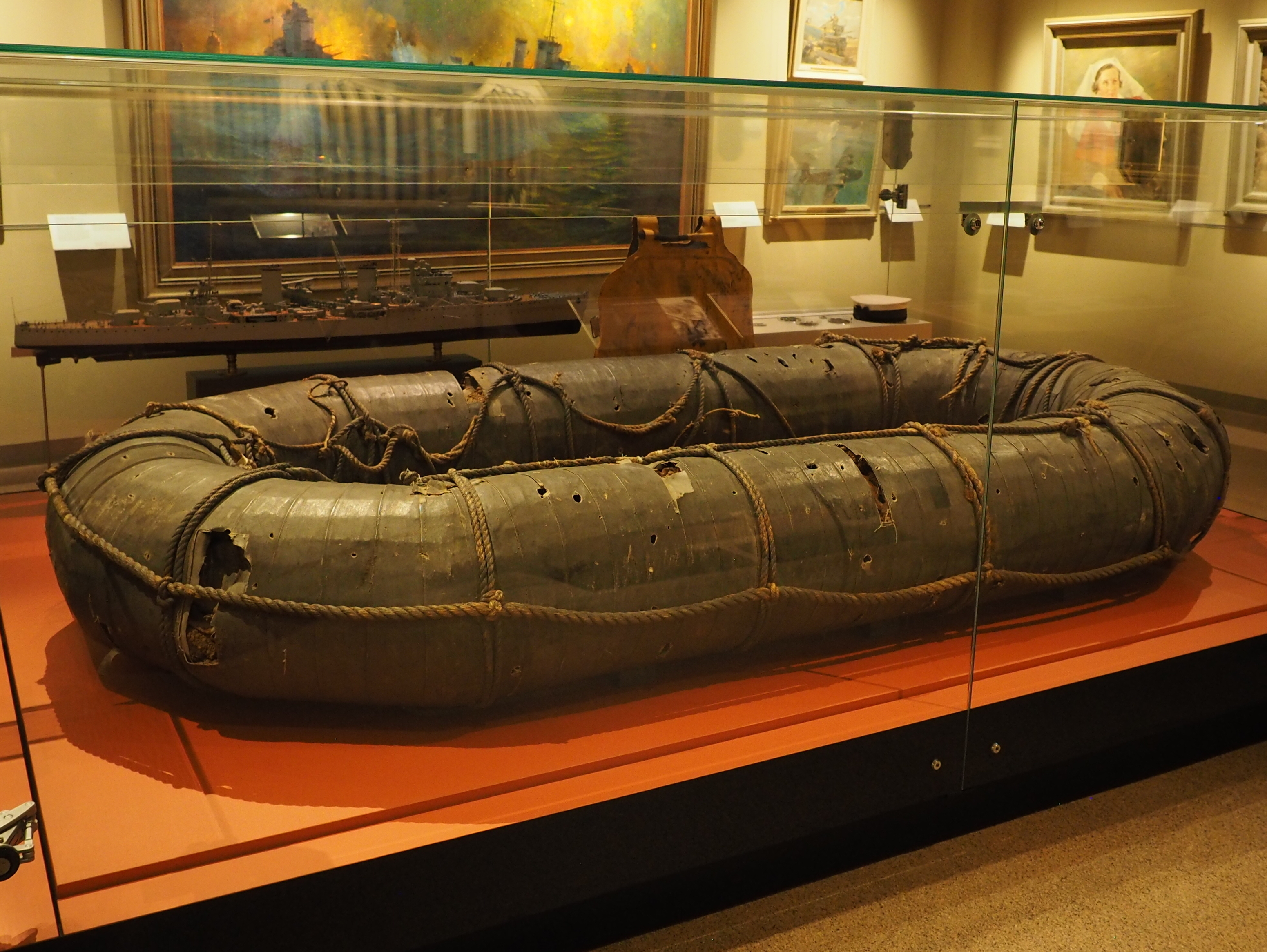
La balsa carley recuperada de l'HMAS el Sydney exposada a l'Australian War Memorial

La batalla entre el Sydney i el Kormoran es considera controvertida: la incredulitat que un vaixell mercant modificat podria derrotar amb tant d'èxit un creuer combinada amb la manca de supervivents australians va fer que alguns creguessin que el relat alemany era fals. Els rumors que la batalla no era el que semblava havia existit des que el Sydney no va arribar a Fremantle a l'hora prevista el 1941, però diversos historiadors (inclosos Tom Frame i Wesley Olson) atribueixen a Michael Montgomery i al seu llibre de 1980 Who Sank The Sydney? amb encendre la polèmica.
Les principals afirmacions dels partidaris d'una visió alternativa de l'enfrontament inclouen: que els alemanys van disparar contra el Sydney abans d'aixecar la seva bandera de batalla, o després d'utilitzar una bandera de rendició o senyals de socors per atraure el creuer, que un submarí japonès estava parcialment o completament responsable de l'enfonsament del Sydney, que la participació dels japonesos va ser encoberta per atraure els Estats Units a la guerra, i que els supervivents australians van ser assassinats a l'aigua per eliminar els testimonis. Altres afirmacions, menys escoltades, inclouen la creença que el Sydney no estava a les estacions d'acció i, per tant, no preparat per a l'atac de Kormoran, les instal·lacions costaneres australianes van escoltar trucades de socors del creuer però ignorades, i els supervivents van ser capturats i executats pels japonesos.

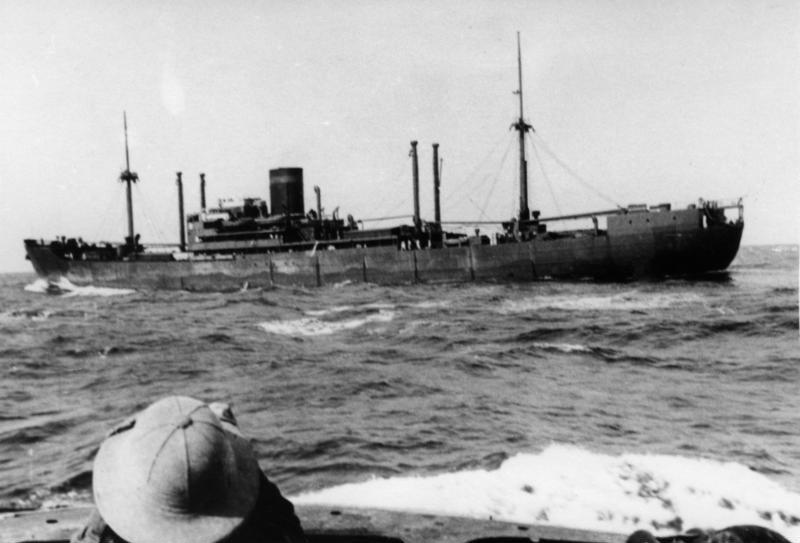
El creuer auxiliar Kormoran el 1940

El Straat Malakka no havia respost perquè era el creuer auxiliar alemany Kormoran disfressat, i quan se li va demanar que revelés un indicatiu que els alemanys no sabien, el Kormoran va respondre descamuflant-se i obrint foc. Incitat per la revelació del raider, el Sydney també va disparar (es divideixen els comptes sobre quin vaixell va disparar primer), però mentre la seva primera salva va fallar o va passar pel Kormoran amb un dany mínim, quatre dels sis canons de 15 centímetres (5,9 polzades) del atac (els altres dos canons estaven a babord i no podien disparar a estribord) van poder destruir el pont del creuer i la torre del director d'armes, danyant les torretes de proa i calant foc a l'avió.
El Sydney no va tornar a disparar fins després de la sisena salva de l'atacador: la torreta "Y" va disparar sense efecte, però la torreta "X" va poder posar múltiples obusos en el Kormoran, danyant els espais de maquinària i un dels canons de l'atacador, mentre encenia un dipòsit de petroli. Durant això, el Kormoran va mantenir un gran foc, i al voltant del moment de la vuitena o novena salva alemanya, un torpede llançat a l'inici del combat va colpejar el Sydney just davant de la torreta "A" i prop del compartiment de l'ASDIC (el punt més feble del casc del vaixell), fent un forat al costat i fent que la proa del creuer s'inclini cap avall. Inclinat cap avall per la proa, el creuer va girar amb força cap a babord i va passar per darrere de Kormoran ; durant el gir, els obusos del corsari van fer caure la torreta "B" del Sydney .
A les 17:35, el Sydney es dirigia cap al sud i perdia velocitat, envoltada de fum de múltiples incendis. El seu armament principal estava desactivat (les dues torretes de popa s'havien encallat i no es podien girar), i els seus canons secundaris estaven fora de l'abast efectiu. El creuer va continuar sent colpejat pels obusos dels canons de popa del Kormoran a mesura que augmentava la distància entre els vaixells. Els alemanys van informar que cap a les 17:45, els quatre torpedes del llançador d'estribord del Sydney van ser disparats, però mentre Kormoran estava maniobrant per portar el seu costat de babord, tots van fallar. De fet, només es van disparar dos torpedes del llançador del Sydney, cosa que devia passar un temps abans. Els motors del corsari es van avariar després d'aquest torn, però va continuar disparant a el Sydney a gran ritme tot i estar immobilitzat, encara que molts dels obusos haurien perdut a mesura que augmentava la distància entre els dos vaixells. El Kormoran va cessar el foc a les 17:50, amb el rang a 6.600 iardes (6.000 m), i va llançar un altre torpede a les 18:00, però va perdre el Sydney.
El creuer australià va continuar en direcció sud-sud-est a poca velocitat; els observadors a bord del Kormoran dubtaven que el Sydney estigués sota control. Encara que va desaparèixer per l'horitzó poc després, els alemanys van veure constantment la resplendor del vaixell de guerra danyat i cremant fins a les 22:00, i esporàdicament fins a mitjanit. En algun moment de la nit, el Sydney va perdre la flotabilitat i es va enfonsar: la proa es va arrencar mentre es submergia i baixava gairebé verticalment, mentre que la resta del casc lliscava 500 metres (1.600 peus) cap endavant mentre s'enfonsava, tocant el fons. dret i popa primer. Els obusos del Sydney havien paralitzat el Kormoran; els mariners alemanys van abandonar el vaixell després que es va determinar que els focs sota coberta no es podien controlar abans que arribessin a les santabàrbares o a les mines de la bodega de càrrega. El corsari va enfonsar-se a mitjanit i es va enfonsar lentament fins que la coberta de la mina va explotar mitja hora després.

## Recerca i redescobriment
Malgrat que es coneixia la posició aproximada del Kormoran (la majoria de narracions alemanyes donen les coordenades de la batalla com 26° S, 111° E / 26°S,111°E), l'àrea de recerca necessària per a ambdós vaixells era immensa. El càlcul d'una àrea de cerca va ser complicat pel fet que diverses persones desconfiaven de la ubicació alemanya, i creien que els vaixells es trobarien més al sud i més a prop de la costa. Diversos intents de consensuar els partidaris de les posicions "nord" i "sud" i reduir l'àrea de recerca potencial no van tenir èxit.
La Reial Marina Australiana va fer diverses cerques entre 1974 i 1997 (utilitzant el vaixell de recerca  HMAS Moresby i més tard el vaixell d'assaig HMAS Protector), però els esforços es van limitar a la plataforma continental, i normalment responien a les afirmacions civils que havien trobat el Sydney en un lloc determinat. Altres cerques van ser realitzades per avions de la RAAF que portaven magnetòmetres; de nou, només van ser en resposta a possibles reclamacions d'ubicació. Aquestes cerques no van poder trobar cap dels dos vaixells.
El caçador de naufragis nord-americà David Mearns es va assabentar per primera vegada de la batalla el 1996, i va començar a estudiar-la com a preludi de la recerca dels vaixells el 2001. Mearns, amb l'ajuda d'altres investigadors, es va centrar en les fonts primàries (redescobrint diversos arxius i diaris en el procés), i va arribar a la conclusió que els relats alemanys eren certs i que el vaixell es trobaria a la posició nord. Després d'atreure l'interès de la Reial Marina Australiana, Mearns es va associar amb el HMAS Sydney Search, una empresa sense ànim de lucre creada per administrar i ajudar a finançar una expedició per localitzar el Sydney i el Kormoran. Les subvencions del govern estatal i federal per un total de poc menys de 5 milions de dòlars australians, juntament amb donacions privades i corporatives, es van utilitzar per finançar una recerca de 45 dies des de finals de febrer fins a principis d'abril de 2008.
Error de Lua a Mòdul:Location_map/multi a la línia 151: No s'ha pogut trobar la definició del mapa especificat, ja que no es troba "Mòdul:Location map/data/Australia Shark Bay.png". Comproveu que el nom estigui escrit idènticament (majúscules, minúscules, diacrítics) al nom del mòdul existent. Altrament, penseu si en podeu fer una còpia a la Viquipèdia en català del corresponent mòdul de la Viquipèdia en anglès (si existeix), posant el nom en català.
El pla de Mearns era inspeccionar una àrea de cerca de 52 per 34 milles nàutiques (96 per 63 km; 60 per 39 milles) al voltant de la ubicació alemanya amb un sonar d'escaneig lateral remolcat d'aigües profundes per localitzar el Kormoran, després del qual l'equip de cerca podria reduir l'àrea de cerca del Sydney. Després de localitzar un o ambdós vaixells, el vaixell de recerca (el vaixell d'exploració SV Geosounder, llogat per la companyia d'exploració submarina DOF Subsea Australia) tornaria al port i substituiria el sonar per un vehicle operat a distància (ROV) per fotografiar i gravar en vídeo els naufragis.
Després de problemes amb l'equip i el temps, Geosounder va començar la recerca i va localitzar Kormoran el 12 de març de 2008 a 26° 05′ 46″ S, 111° 04′ 33″ E / 26.09611°S,111.07583°E. Utilitzant el naufragi recentment descobert i els relats dels alemanys que descriuen el rumb, la velocitat i l'últim albirament del Sydney després de la batalla, una milla nàutica de 20 per 18 milles (37 per 33 km; 23 per 21 milles) Es va calcular el quadre de cerca del creuer: l'àrea dramàticament més petita es va deure a la qualitat de la informació sobre la posició i el rumb del Sydney amb relació a Kormoran, mentre que la ubicació del corsari només consistia en coordenades àmplies.
El Sydney es va localitzar el 17 de març de 2008 poc després de les 11:00, només unes hores després que es fes públic el descobriment de Kormoran. El primer ministre Kevin Rudd va anunciar la notícia que s'havia trobat el creuer el 18 de març. El naufragi del Sydney es va localitzar a 26° 14′ 31″ S, 111° 12′ 48″ E / 26.24194°S,111.21333°E a 2.468 metres (8.097 peus) sota el nivell del mar, 11,4 milles nàutiques (21,1 km; 13,1 milles) al sud-est del corsari. La proa del creuer s'havia trencat quan el vaixell s'enfonsava, i es trobava a l'extrem oposat d'un camp de runa que s'estenia a menys de 500 metres (1.600 peus) al nord-oest del casc, que estava assegut dret sobre el pis de l'oceà. Quan es van descobrir, ambdós naufragis es van posar sota la protecció de la Llei de naufragis històrics de 1976, que penalitza a qualsevol persona que molesti un naufragi protegit amb una multa de fins a 10.000 dòlars australians o un màxim de cinc anys de presó. Els dos naufragis es van col·locar a la Llista del Patrimoni Nacional d'Austràlia el 14 de març de 2011.
Després que el sonar d'escaneig lateral a bord del Geosounder es va canviar pel ROV (de nou endarrerit per problemes tècnics i més mal temps), el vaixell de prospecció va tornar al lloc del naufragi del Sydney el 3 d'abril i va dur a terme un estudi detallat del vaixell i el seu camp de runes. També es van dur a terme inspeccions al Kormoran i al lloc de batalla que es creu (aquest últim es va trobar que eren afloraments de coixí de lava), abans que Mearns declarés la recerca acabada el 7 d'abril. L'abril de 2015, una expedició als naufragis de la Universitat Curtin i el Museu d'Austràlia Occidental va començar, amb l'objectiu d'utilitzar imatges 3D per cartografiar els llocs de naufragi per a un estudi posterior i per determinar si qualsevol deteriorament des del descobriment de 2008 requereix el desenvolupament d'un pla de gestió de la conservació.

## Premis, memorials i llegat
El Sydney va rebre l'honor de la batalla "Kormoran 1941" en reconeixement del dany causat al Kormoran . Aquest va ser un dels tres únics honors concedits durant el segle xx per l'enfonsament d'un sol vaixell, i el segon a un vaixell anomenat Sydney (l'altre havia estat atorgat a l'anterior Sydney per la seva derrota del creuer lleuger alemany SMS Emden a la batalla de Cocos).

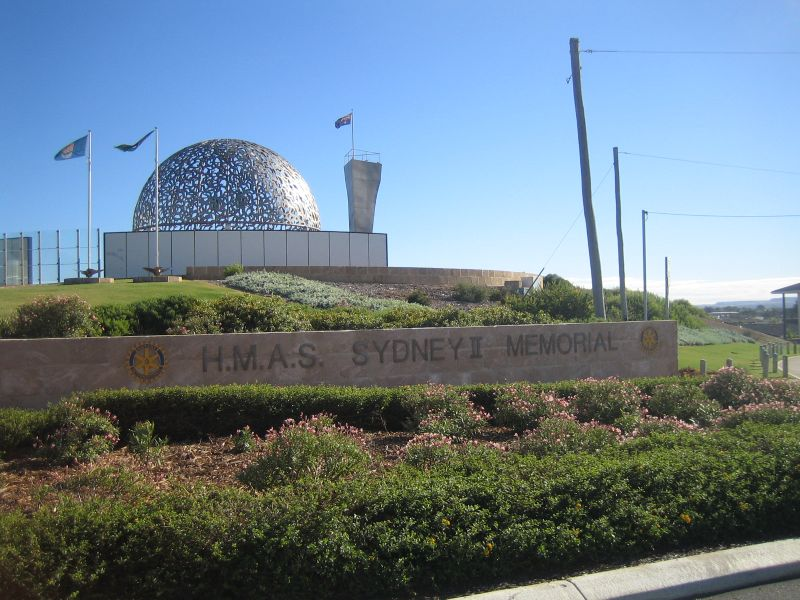
El memorial a Geraldton

El principal monument commemoratiu de la pèrdua del Sydney es troba a Geraldton, Austràlia Occidental, al cim del mont Scott. La planificació del monument va començar a finals de 1997, després d'un discurs de l'investigador del Sydney Glenys McDonald al club Rotary local. El primer memorial temporal (constituït per una gran pedra, un pal de bandera i una placa de bronze), es va instal·lar abans del 19 de novembre de 1998 i es va utilitzar en una cerimònia de record aquell any. Durant la reproducció de l'Últim missatge, un gran estol de gavines va sobrevolar els participants i es va dirigir al mar en formació: això es va convertir en una característica important del memorial permanent. El memorial permanent incloïa quatre elements principals: una estela de la mateixa mida i forma de la proa del vaixell, una paret de granit que enumerava el rol del vaixell, una estàtua de bronze d'una dona mirant cap al mar i esperant en va que el creuer tornés a casa, i una cúpula (anomenada la "cúpula de les ànimes") a la qual es van soldar 645 gavines d'acer inoxidable.
El memorial (menys l'estela, que no s'havia acabat a temps) va ser dedicat el 18 de novembre de 2001, i es va utilitzar l'endemà al vespre per a una cerimònia de commemoració del 60è aniversari de la pèrdua del vaixell. El maig de 2009, el govern australià va reconèixer el monument com a d'importància nacional. L'any 2011, l'estela s'havia completat, i s'havia afegit un cinquè element, un grup de records que conté un mapa de la regió i la posició marcada del naufragi del Sydney.

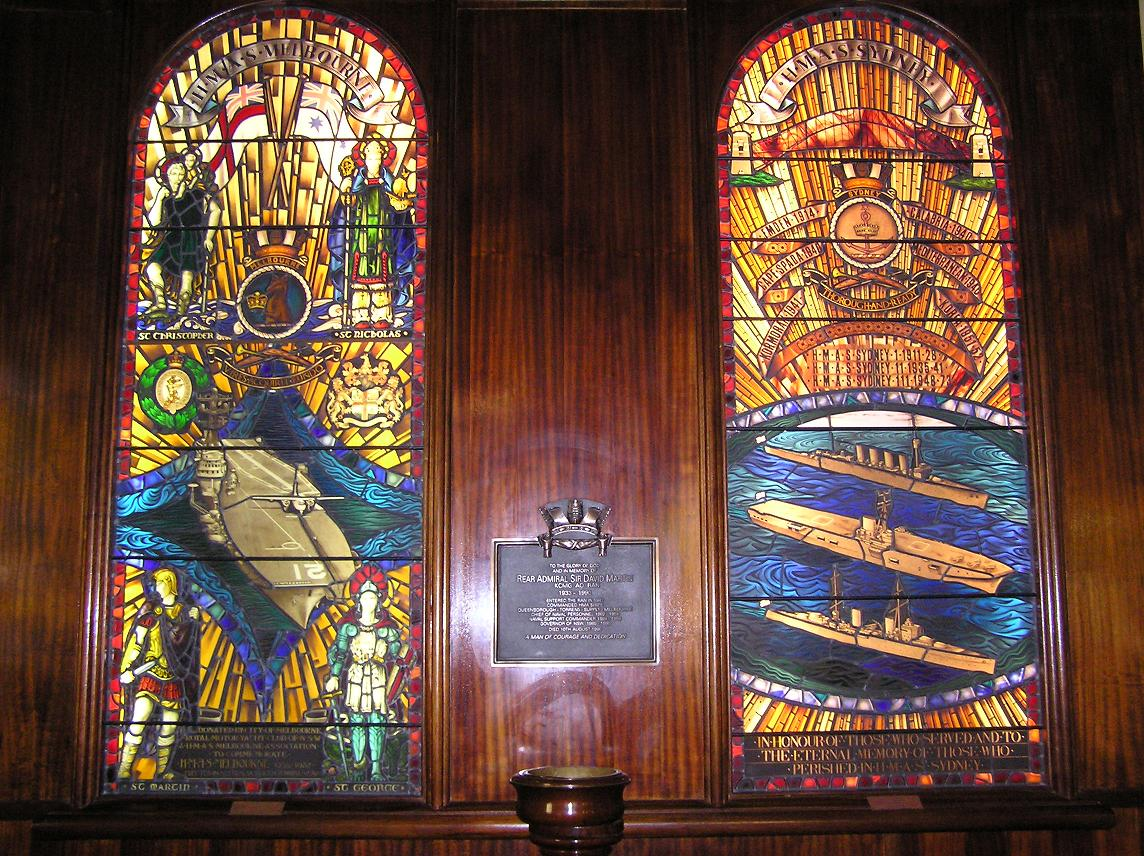
Vitralls commemoratius dels tres primers vaixells HMAS Sydney (dreta) i el mercant HMAS Melbourne (esquerra)

Altres monuments commemoratius de la pèrdua del Sydney inclouen un roure plantat al Santuari de la memòria de Melbourne i una avinguda a Carnarvon amb 645 arbres. El servei del Sydney, juntament amb els altres vaixells del mateix nom, es commemora amb un vitrall de la capella naval de l'illa Garden, i pel pal del primer Sydney a Bradleys Head, Nova Gal·les del Sud. Els noms dels morts a bord del Sydney estan inscrits a l'Australian War Memorial.
El "HMAS el Sydney Replacement Fund" es va establir per ajudar a finançar l'adquisició d'un vaixell de substitució. Les £AU426.000 recaptades van contribuir a la compra del primer portaavions d'Austràlia a finals de la dècada de 1940; el portaavions de la classe Majestic va ser anomenat HMAS Sydney quan es va posar en servei a la Reial Marina Australiana el desembre de 1948. Aquest Sydney va operar durant la Guerra de Corea, després va ser modificat en un transport de tropes i va servir a la Guerra del Vietnam, abans de la seva venda per a ferralla a 1973.
L'avió Supermarine Seagull V que va operar des del Sydney entre 1937 i 1938 encara sobreviu com a part de la col·lecció del Royal Air Force Museum de Colindale, al nord de Londres.
La "HMAS Sydney II Cup" es va presentar l'any 2010 com un trofeu commemoratiu pel qual van competir dos clubs de la Lliga Australiana de Futbol, els Sydney Swans (que representen l'homònim del vaixell) i els West Coast Eagles (que representen el lloc de la pèrdua del vaixell), en un partit anual. El trofeu es basa en el tauler d'honor de batalla del creuer, mentre que el disseny d'un trofeu Best On Ground per al millor jugador del partit es basa en una carcassa de la fragataSydney.

### Llibres
- Australian Naval Aviation Museum (ANAM). Flying Stations: a story of Australian naval aviation.  St Leonards, NSW: Allen & Unwin, 1998. ISBN 1-86448-846-8. OCLC 39290180.
- Cassells, Vic. The Capital Ships: Their Battles i Their Badges.  East Roseville, NSW: Simon & Schuster, 2000. ISBN 0-7318-0941-6. OCLC 48761594.
- Frame, Tom. HMAS Sydney: Loss i Controversy.  Rydalmere, NSW: Hodder & Stoughton, 1993. ISBN 0-340-58468-8. OCLC 32234178.
- Friedman, Norman. British Cruisers: Two World Wars i After.  Barnsley, UK: Seaforth Publishing, 2010. ISBN 978-1-59114-078-8.
- Gill, George Hermon. Royal Australian Navy, 1939–1942.  Canberra: Australian War Memorial, 1957. OCLC 848228.
- The Search for HMAS Sydney: An Australian Story.  UNSW Press, 2014. ISBN 9781742246918 [Consulta: 24 agost 2015].
- Jeans, Peter D. Seafaring lore & legend: a miscellany of maritime myth, superstition, fable, i fact.  New York; London: McGraw-Hill, 2004. ISBN 0-07-143543-3. OCLC 56456095.
- McDonald, Glenys. Seeking the Sydney: a quest for truth.  Crawley, WA: University of Western Australia Press, 2005. ISBN 1-920694-54-4. OCLC 62557643.
- Mearns, David. The Search for the Sydney.  Pymble, NSW: HarperCollins Publishers, 2009. ISBN 978-0-7322-8889-1. OCLC 301679923.
- Montgomery, Michael. Who Sank The Sydney?.  North Ryde, NSW: Cassell Australia, 1981. ISBN 0-7269-5476-4. OCLC 7925808.
- Olson, Wesley. Bitter Victory: The Death of HMAS Sydney.  Nedlands, WA: University of Western Australia Press, 2000. ISBN 1-876268-49-2. OCLC 45722719.
- Raven, Alan; Roberts, John. British Cruisers of World War Two.  Annapolis, Maryland: Naval Institute Press, 1980. ISBN 0-87021-922-7.
- Rohwer, Jürgen. Chronology of the War at Sea 1939–1945: The Naval History of World War Two. Third Revised.  Annapolis, Maryland: Naval Institute Press, 2005. ISBN 1-59114-119-2.
- The Royal Australian Navy.  South Melbourne, VIC: Oxford University Press, 2001. ISBN 0-19-555542-2. OCLC 50418095.
  - Goldrick, James. «World War II: The war against Germany i Italy (pp. 103–26)». A: The Royal Australian Navy.
- The Royal Australian Navy in World War II.  Crows Nest, NSW: Allen & Unwin, 2005. ISBN 1-74114-184-2. OCLC 156678255.
  - Grove, Eric. «The Royal Australian Navy in the Mediterranean (pp. 37–50)». A: The Royal Australian Navy in World War II.
  - Hore, Peter. «HMAS Sydney in World War II (pp. 65–96)». A: The Royal Australian Navy in World War II.
- Winter, Barbara. H.M.A.S. Sydney: Fact, Fantasy i Fraud.  Spring Hill, QLD: Boolarong Publications, 1984. ISBN 0-908175-72-8. OCLC 11783441.
- Whitley, M. J.. Cruisers of World War Two: An International Encyclopedia.  Londres: Cassell, 1995. ISBN 1-86019-874-0.
- Westerlund, Leslie C. 'Earnest Ramsay': Who was Earnest Ramsay of HMAS Sydney, WA., 2021. ISBN 978-1-876141-76-9.

### Informes i pàgines web
- Cole, Terence RH. The Loss of HMAS Sydney II (3 volumes).  Canberra: Department of Defence, juliol 2009. ISBN 978-0-642-29712-9. OCLC 432200965 [Consulta: 25 gener 2020]. Arxivat 19 de novembre 2021 a Wayback Machine.
- Joint Standing Committee on Foreign Affairs, Defence i Trade (JCFADT). Report on the Loss of HMAS Sydney.  Canberra: The Parliament of the Commonwealth of Australia, 22 març 1999. ISBN 0-642-25872-4. OCLC 42768622 [Consulta: 9 novembre 2009]. Arxivat 3 October 2009[Date mismatch] a Wayback Machine.
- McCarthy, Michael. «The HMAS Sydney/HSK Kormoran engagement: an analysis of events leading up the 60th anniversary celebrations in November 2001».   Western Australian Maritime Museum, 01-06-2002. [Consulta: 31 octubre 2010].
- Simpson, Andrew. «Individual History: Supermarine Seagull V A2-4/VH-ALB».   Royal Air Force Museum, 2007. Arxivat de l'original el 12 desembre 2009. [Consulta: 27 octubre 2009].

### Articles periodístics
- Australian Associated Press & Australian Geographic Staff «HMAS Sydney makes heritage list». Australian Geographic, 15-03-2011 [Consulta: 23 març 2011]. Arxivat 18 de març 2011 a Wayback Machine.
- Mundy, Garrett «HMAS Sydney wreck to be recorded in safeguard mission». ABC News. Australian Broadcasting Corporation, 27-04-2015 [Consulta: 3 maig 2015].
- Robertson, Katie «HMAS Sydney II Memorial completed in time for the commemorative 70th anniversary». Perth Now, 13-11-2011 [Consulta: 13 novembre 2011].

### Conferències de premsa
- Minister for Veterans' Affairs (21 maig 2009). "HMAS Sydney II Declared a National Memorial". Nota de premsa.